# Amblypodia unnoi
Amblypodia unnoi är en fjärilsart som beskrevs av Hayashi 1976. Amblypodia unnoi ingår i släktet Amblypodia och familjen juvelvingar. Inga underarter finns listade i Catalogue of Life.